# Bettina Zimmermann
Bettina Zimmermann (Großburgwedel, 31 marzo 1975) è una modella, attrice e doppiatrice tedesca.

## Biografia
Dopo gli studi di recitazione ad Amburgo, lavora come modella. Nel 1998 inizia la sua carriera di attrice lavorando per produzioni televisive tedesche sui canali commerciali come RTL o Sat.1 e per le emittenti di servizio pubblico come ZDF e ARD.
Tra i lavori più interessanti possiamo citare la partecipazione nel film I predatori della città perduta (2008) di Jean De Segonzac dove ha interpretato la parte di Giovanna Becker.
Nel 2010 ha inoltre lavorato con Florian Baxmeyer per la realizzazione del film La lancia del destino dove ha interpretato la parte di Katharina Bertholdi.

## Filmografia
- 1998: Doppeltes Spiel mit Anne (TV) (GER)
- 1999: Todsünden - Die zwei Gesichter einer Frau (TV) (GER)
- 2000: Fisimatenten (GER), regia di Jochen Kuhn
- 2000: Schule (GER), regia di Marco Petry
- 2001: Eine Hochzeit und (k)ein Todesfall (TV), regia di Walter Feistle
- 2001: Bronski & Bernstein (serie TV) (8 episodi)
- 2001: Kleiner Mann sucht großes Herz (TV) (GER), regia di Heidi Kranz
- 2001: Solo per il successo (GER) (t.o.: Viktor Vogel - Commercial Man), regia di Lars Kraume
- 2001: Who Is Who? (cortometraggio), regia di Marc Malze
- 2001: Mondscheintarif (GER)
- 2002: Erkan & Stefan gegen die Mächte der Finsternis (GER), regia di Axel Sand
- 2002: Sektion - Die Sprache der Toten (TV) (GER), regia di Markus Bräutigam
- 2002: Geliebte Diebin (TV), regia di Thomas Roth
- 2002: Vaya con Dios (GER), regia di Zoltan Spirandelli
- 2003: Triell - Der Kurzfilm (GER) (cortometraggio), regia di Su Turhan
- 2004: Das unbezähmbare Herz (TV) (GER), regia di Karl Kases
- 2004: Squadra Speciale Cobra 11 (serie TV) (GER) (t.o.: Alarm für Cobra 11 – Die Autobahnpolizei) (episodio: Feuer und Flamme)
- 2004: Post Impact - La sfida del giorno dopo (TV) (USA - GER - GB - BUL - SPA), regia di Christoph Schrewe[1]
- 2004: Vernunft & Gefühl (TV) (GER), regia di Dagmar Damek
- 2005: Löwenzahn - Die Reise ins Abenteuer (TV) (GER), regia di Hannes Spring
- 2005: Die Luftbrücke - Nur der Himmel war frei (TV) (GER), regia di Dror Zahavi
- 2005: Es war Mord und ein Dorf schweigt (TV), regia di Jorgo Papavassiliou
- 2005 Inga Lindström - Il lupo solitario TV
- 2005: Wen die Liebe trifft... (TV) (GER), regia di Dagmar Damek
- 2006: Stunde der Entscheidung (TV) (GER), regia di Michael Rowitz
- 2006: Die Sturmflut (TV) (GER), regia di Jorgo Papavassiliou
- 2007: 2030 - Aufstand der Alten (serie TV) (3 episodi)
- 2007: Unter Mordverdacht - Ich kämpfe um uns (TV) (GER), regia di Jorgo Papavassiliou
- 2007: Vermisst - Liebe kann tödlich sein (TV) (GER), regia di Jorgo Papavassiliou
- 2008: Mordshunger (TV), regia di Robert-Adrian Pejo
- 2008: Pompei, ieri, oggi, domani (miniserie TV in 2 parti) (ITA), regia di Paolo Poeti
- 2008: Codice Carlo Magno (TV) (GER) (t.o.: Die Jagd nach dem Schatz der Nibelungen), regia di Ralf Huettner[2]
- 2008: Mein Herz in Chile (TV) (GER), regia di Jörg Grünler
- 2008: I predatori della città perduta (TV) (GER) (t.o.: Lost City Raiders), regia di Jean De Segonzac
- 2009: Schicksalstage in Bangkok (TV) (GER), regia di Hartmut Griesmayr
- 2009:  Shoot the Duke  (GER), regia di Stephen Manuel
- 2010: La lancia del destino (TV) (GER) (t.o.: Die Jagd nach der heiligen Lanze), regia di Florian Baxmeyer[3]
- 2010: Deckname Annett - Im Netz der Stasi (TV) (GER), regia di Roland May
- 2011: Il triangolo delle Bermuda - Mare del Nord (TV) (GER) (t.o.: Bermuda-Dreieck Nordsee), regia di Nick Lyon [4]
- 2011: Famiglia che ti rende felice (TV) (GER) (t.o.: Familie macht glücklich), regia di Reinhard Münster
- 2011: Kung Fu Panda 2 (PHIL), regia di Jennifer Yuh (voce ed. tedesca: Tigre)
- 2012: La caccia per la camera Ambra (TV) (GER) (t.o.: Die Jagd nach dem Bernsteinzimmer), regia di Florian Baxmeyer
- 2012: Le mille e una notte - Aladino e Sherazade (miniserie TV in 2 parti) (GER - ITA) (t.o.: One Thousands and One Nights), regia di Marco Pontecorvo
- 2013: Crossing Lines (serie TV) (USA - FRA - GER - ITA) (Episodio: Long-Haul Predators)